# مسجد الرسول
مسجد الرسول مربوط به دوره قاجار است و در شهرستان نور، بخش بلده، دهستان شیخ فضل ا، روستای یوش واقع شده و این اثر در تاریخ ۹ بهمن ۱۳۸۶ با شمارهٔ ثبت ۲۰۶۸۰ به‌عنوان یکی از آثار ملی ایران به ثبت رسیده است.